# バウショック

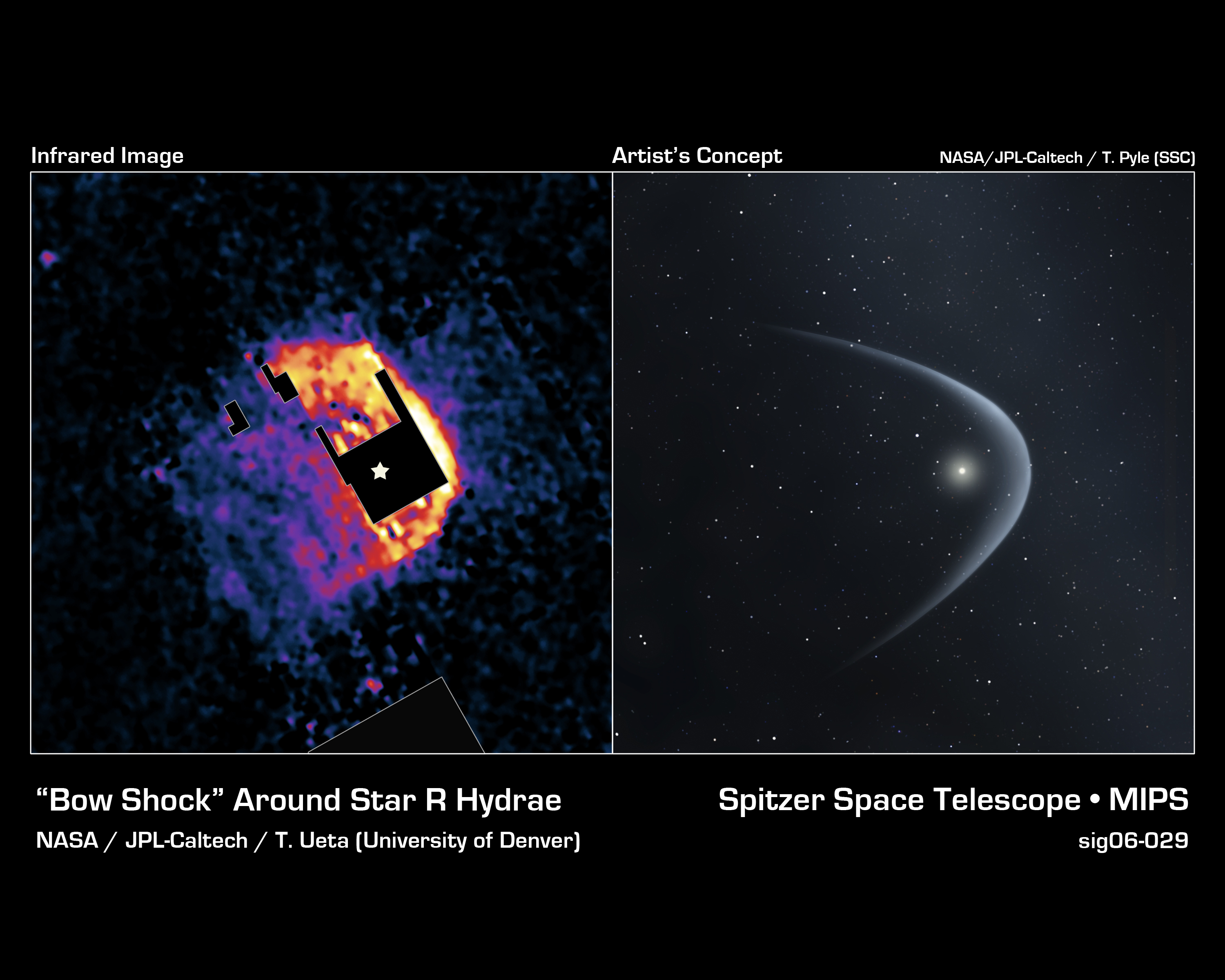
うみへび座R星の周りのバウショック。左が赤外線画像、右が観測に基づく想像図。

バウショック（Bow shock）は、磁気圏と周囲媒質との境界である。恒星にとっては通常、恒星風と星間物質との間の境界である。惑星の磁気圏におけるバウショックは、恒星風が磁気圏界面に近づくためにその速度が突然落ちる境界である。最も良く研究されているバウショックの例は、太陽風が地球の磁気圏に入るところであるが、バウショックは磁場を持つ全ての天体で生じる。地球のバウショックは約100 - 1,000kmの厚さで、地表から約9万kmの位置に存在する。
ボウショックと表記されることもあるが、英単語「bow」は弓を意味する際には/boʊ/ (ボウ)、船首・舳先を意味する際には /baʊ/(バウ)と発音する。そしてこの場合は船の舳先が起こす船首波（bow wave）を由来とするため、「バウショック」が原音に忠実なカナ表記といえる（ノート:バウショックも参照）。訳語としては「弧状衝撃波」や「弧状衝撃波面」、「定在衝撃波」がよく使われる。

## 概要
バウショックを定義付ける基準は、流体（この場合は太陽風）の見かけの速度が超音速から亜音速に減速される境界である。プラズマ物理学で音速は次のように定義される。
{\displaystyle c_{\mathrm {s} }^{2}={\dfrac {\gamma p}{\rho }}}
ここで cs は音速、γ は比熱比、p は圧力、ρ はプラズマ密度を表す。
太陽風の粒子は磁場に沿って螺旋の経路を描く。それぞれの粒子の速度は、通常の気体中の分子の熱運動速度と同じように扱うことができ、熱運動速度の平均はほぼ音速となる。バウショックでは、太陽風の見かけの速度は粒子が螺旋状に進む速度以下に落ちる。
バウショックはハービッグ・ハロー天体の共通の特徴でもあり、そこではかなり強く同じ方向を向いたガスと塵の恒星風が星間物質と相互作用し、可視光の波長で見られる明るいバウショックを形成している。
以下の画像は、オリオン大星雲のガスやプラズマが濃く集まる領域にバウショックが存在する証拠である。

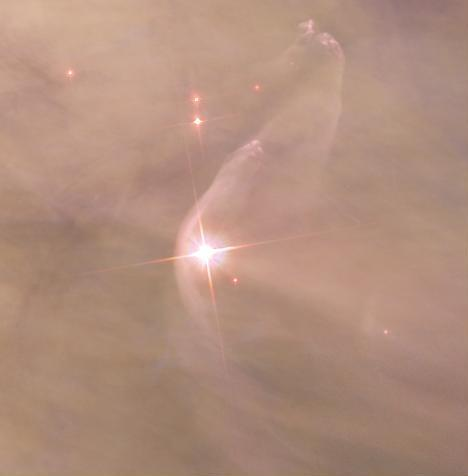
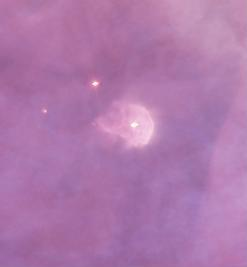
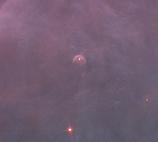
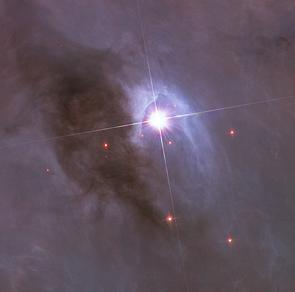

2006年、うみへび座R星の付近に遠赤外線のバウショックが発見された。

## 太陽系のバウショック

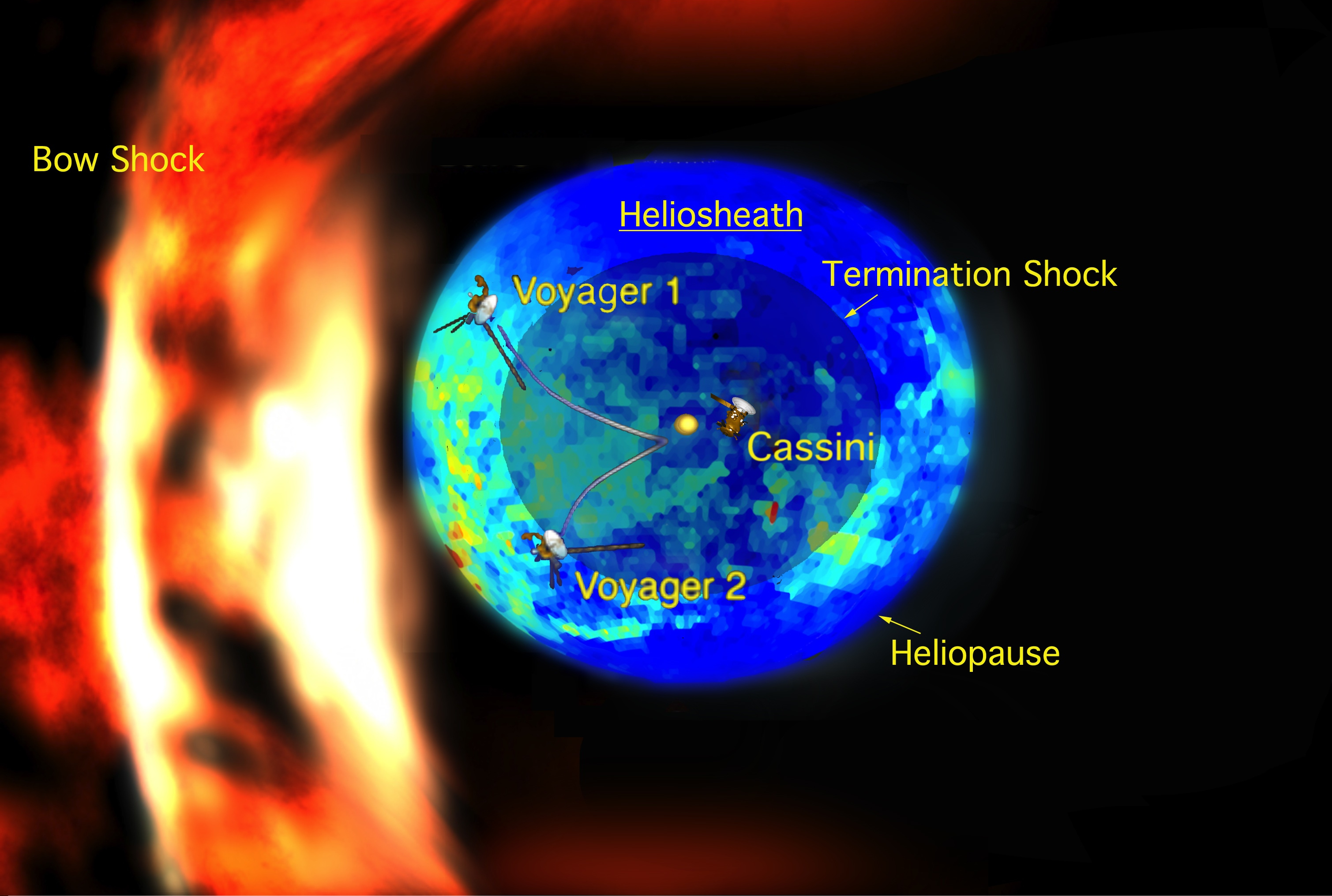
カッシーニのデータに基づいた、2009年時点での太陽圏のモデル。ここにはバウショックが描かれているが、その後2012年に太陽系のバウショックは存在しないという研究が発表された。

太陽が星間を進むバウショックも仮定されている。これは、星間物質が太陽に向かって超音速で動き、太陽風が太陽から離れる方向に超音速で動く時に発生する。星間物質の速度が亜音速に減速される境界面がバウショックであり、星間物質と太陽風の圧力が平衡になる境界面をヘリオポーズ、太陽風の速度が亜音速に減速される境界面を末端衝撃波面という。NASAの Robert Nemiroff と Jerry Bonnell によると、太陽のバウショックは太陽から 230 AU の位置にあるらしいとされていた。
しかし、IBEXの観測データを使った2012年の研究によると、太陽圏が星間物質内を移動する速度は従来の推定よりも遅く、約23 km/sであることが判明した。この速度では周辺物質による圧力がバウショック形成に十分ではないため、太陽圏のバウショックは存在しないことになる。